# Ingemar Holde
Ingemar Reinhold Holde, född 2 januari 1916 i Norrköping, död 22 mars 1982 i Upplands Väsby, var en svensk skådespelare.

## Filmografi
- 1941 – Uppåt igen
- 1941 – Dunungen
- 1941 – Första divisionen
- 1941 – En man för mycket
- 1941 – Landstormens lilla argbigga
- 1941 – Söderpojkar
- 1941 – Striden går vidare
- 1942 – Det är min musik
- 1942 – Olycksfågeln nr 13
- 1942 – En äventyrare
- 1942 – Sexlingar
- 1942 – Halta Lottas krog
- 1942 – Kvinnan tar befälet
- 1943 – Elvira Madigan
- 1943 – I mörkaste Småland
- 1944 – Släkten är bäst
- 1944 – Skogen är vår arvedel
- 1944 – Prins Gustaf
- 1944 – Vi behöver varann
- 1944 – Skeppar Jansson
- 1945 – Flickor i hamn
- 1945 – I som här inträden
- 1945 – Resan bort
- 1945 – Brott och Straff
- 1945 – Änkeman Jarl
- 1946 – Brita i grosshandlarhuset
- 1946 – Bröllopet på Solö
- 1946 – Det är min modell
- 1946 – Försök inte med mej ..!
- 1946 – När ängarna blommar
- 1946 – 91:an Karlsson. "Hela Sveriges lilla beväringsman"
- 1947 – Krigsmans erinran
- 1947 – Livet i Finnskogarna
- 1947 – Maria
- 1948 – Lars Hård
- 1950 – När kärleken kom till byn
- 1950 – Rågens rike
- 1951 – Bärande hav
- 1951 – Hon dansade en sommar
- 1952 – Hård klang
- 1952 – Ubåt 39
- 1953 – Det var dans bort i vägen
- 1954 – Café Lunchrasten
- 1954 – Förtrollad vandring
- 1954 – Salka Valka
- 1955 – Bröderna Östermans bravader
- 1955 – Flicka i kasern
- 1956 – Tarps Elin
- 1956 – Suss gott
- 1956 – Flickan i frack
- 1956 – Främlingen från skyn
- 1956 – Lille Fridolf och jag
- 1956 – Litet bo
- 1956 – Främlingen från skyn
- 1956 – Ett kungligt äventyr
- 1958 – Var det nödvändigt?
- 1959 – Nattkörning

## Teater

### Roller (ej komplett)
| År   | Roll        | Produktion                                                        | Regi            | Teater                      |
| ---- | ----------- | ----------------------------------------------------------------- | --------------- | --------------------------- |
| 1940 | Medverkande | Luddes nöjesfält, revy Gideon Wahlberg, Ch. Henry och Einar Molin |                 | Odeonteatern, Stockholm     |
| 1941 | Medverkande | Luddes melodi, revy Ch. Henry och Einar Molin                     | Gideon Wahlberg | Odeonteatern, Stockholm     |
| 1941 |             | Söders tyrolare Gideon Wahlberg                                   | Gideon Wahlberg | Tantolundens friluftsteater |
| 1941 | Medverkande | Luddes underbara resa, revy Ch. Henry och Einar Molin             | Gideon Wahlberg | Odeonteatern, Stockholm     |
| 1942 | Medverkande | Grand Hôtel Ludde, revy Ch. Henry och Einar Molin                 | Sigge Fischer   | Odeonteatern, Stockholm     |